# Castromarín
Para la freguesia, véase Castromarín (freguesia).
Castromarín (en portugués, Castro Marim) es una localidad portuguesa perteneciente al distrito de Faro, región del Algarve, con alrededor de 8000 habitantes.
Es sede de un municipio con 299,83 km² de área y 6459 habitantes (2021), subdividido en 4 freguesias. El municipio limita al norte y al oeste con el municipio de Alcoutín, al este con España, al sur con Villarreal de San Antonio (territorio principal) y por el océano Atlántico, al suroeste con la freguesia de Vila Nova de Cacela (Villarreal de San Antonio) y al oeste por Tavira. Limita al este con el río Guadiana que lo separa del municipio de Ayamonte. Ambas poblaciones están unidas por medio del Puente Internacional del Guadiana.  
Castromarín es conocido por ser la localidad natal de Lucía Gomes Gonçalves "La Portuguesa", madre del guitarrista Paco de Lucía, quien dedicó a la población su disco homónimo de 1987.

## Historia
En la margen derecha del Guadiana, la localidad de Castromarín alberga numerosos restos que prueban su ocupación desde la antigüedad. Estuvo poblada por fenicios, cartagineses, griegos, romanos, visigodos y árabes. Fue conquistada a los moros en 1242 y le fue concedido el fuero en 1277. Fue sede de la Orden de Cristo entre 1319 y 1356. 
Al estar cerca del río, el mar, la llanura y las montañas y lindando con Ayamonte, Castromarín fue durante siglos una importante zona de guerra en el Algarve.
Alrededor del castillo, construido durante el reinado de Alfonso III, se puede admirar un inmenso paisaje de salinas tradicionales. La relación de Castromarín con la producción de sal se remonta a mucho tiempo atrás, por lo que es casi imposible determinar la fecha precisa de su inicio. La explotación de este recurso, junto con la pesca y la agricultura, forma parte de la economía de esta región, marcando la cultura y experiencia de la población local.

## Demografía
| Gráfica de evolución demográfica de Castromarín entre 1801 y 2021 |
|                                                                   |
| Datos según el nomenclátor publicado por el INE portugués.        |

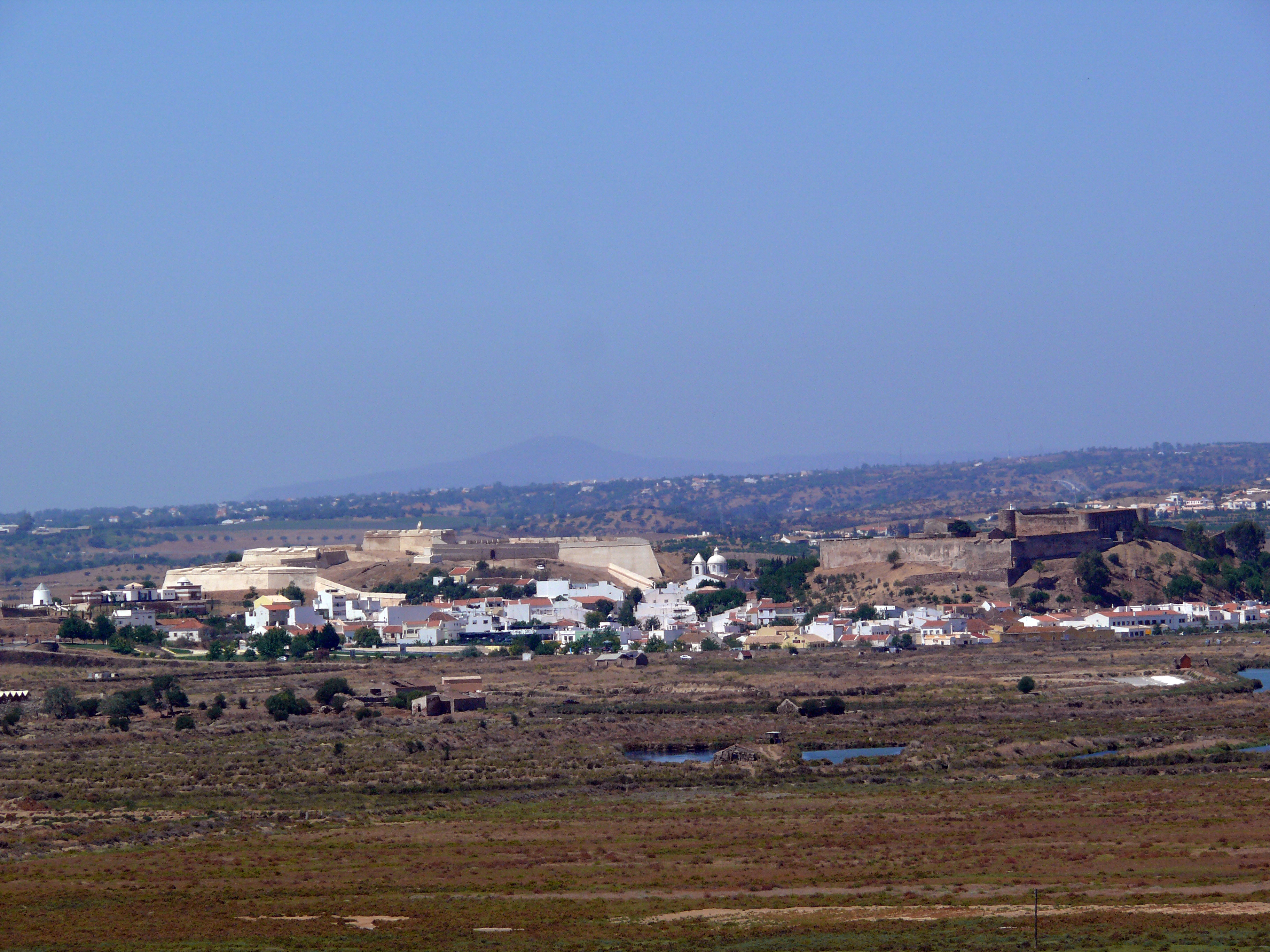
Castromarín visto desde Ayamonte (España).

Las freguesias de Castromarín son las siguientes:
- Altura.
- Azinhal.
- Castromarín.
- Odeleite.

## Economía
Una de las actividades económicas del municipio es el turismo, ya que el municipio cuenta con una franja costera con varias playas.
La extracción de sal también se realiza en las salinas junto al río Guadiana. Es posible acudir a los baños de sal, porque una empresa dedicada al cultivo artesanal de sal está desarrollando un nuevo producto, en medio de las salinas.
Castromarín acoge anualmente una feria medieval que tiene lugar a finales de agosto, en el marco de las festividades denominadas Días Medievales de Castromarín. Esta feria reúne a diversos artistas de todo el mundo, como músicos medievales, arqueros, espadachines, comparsas, bailarines, etc. También trae vendedores y diversos tipos de artesanos como tejedores, herreros, herbolarios, etc.